# Windows Live
Windows Live là một thương hiệu bao gồm một nhóm các dịch vụ và sản phẩm phần mềm từ Microsoft. Đa số các dịch vụ này là các ứng dụng web, có thể truy cập từ một trình duyệt web, nhưng cũng có những ứng dụng đòi hỏi phải được cài đặt. Có ba nhóm dịch vụ cơ bản: những trải nghiệm nhiều thông tin, kết nối và được bảo vệ.
Windows Live được công bố vào 1 tháng 11 năm 2005. Vài thuộc tính của Windows Live được đặt thương hiệu khác và được tăng cường từ nhóm các dịch vụ và sản phẩm MSN của Microsoft. Tuy nhiên, MSN vẫn tồn tại song song với Windows Live như một phương tiện để gửi nội dung được lập trình sẵn (trái ngược với nội dung và truyền thông tùy biến). Mặc dù việc đặt nhãn hiệu mới có thể đưa ra sự liên kết kỹ thuật chặt chẽ hơn với hệ điều hành và dịch vụ Microsoft Windows, cả hai vẫn tồn tại độc lập với nhau. Microsoft đã nói Windows Live "là một cách để mở rộng trải nghiệm của người dùng Windows". Tuy nhiên, một vài trình duyệt dựa trên ứng dụng Windows Live nằm ngoài Windows, và Windows cũng không kèm theo ứng dụng Windows Live.
Vài dịch vụ và chương trình Windows Live đã phát hành bao gồm bộ máy tìm kiếm Live Search, chương trình tin nhắn nhanh Windows Live Messenger, dịch vụ webmail Windows Live Hotmail, dịch vụ bảo mật máy tính Windows Live OneCare, và dịch vụ mạng xã hội Windows Live Spaces.
Ngoài Windows Live, chủ yếu nhắm tới người dùng cá nhân, có những thuộc tính Web từ Microsoft cũng được gán nhãn "Live": Microsoft Office Live dành cho doanh nghiệp nhỏ, hệ thống chơi game nhiều người chơi và truyền tải nội dung Xbox Live dành cho Xbox và Xbox 360, và dịch vụ game nhiều người chơi Games for Windows - LIVE dành cho Microsoft Windows.

## Các dịch vụ Windows Live
| Dịch vụ                                       | Tên mã                 | Website                                                                                         | Mô tả | Thay thế cho                                                 | Đang beta              |
| --------------------------------------------- | ---------------------- | ----------------------------------------------------------------------------------------------- | --- | ------------------------------------------------------------ | ---------------------- |
| Live.com                                      |                        | http://www.live.com                                                                             | Trang chủ kiểu tất cả trong một, có tính năng hiển thị các RSS, gadget tùy chọn và một công cụ tìm kiếm đã được phát triển và mới hoàn toàn. | My MSN Lưu trữ ngày 11 tháng 10 năm 2014 tại Wayback Machine | Không                  |
| Windows Live Account                          |                        | http://account.live.com                                                                         | Dịch vụ để cập nhật thông tin cá nhân Windows Live của bạn và quản lý sự liên kết trong Windows Live. |                                                              | Không                  |
| Windows Live Agents                           |                        | Direct Link                                                                                     | Thành phần của Windows Live Messenger Nhân vật chat nhân tạo giao tiếp thông qua Windows Live Messenger cho phép người dùng có thông tin nhiều hơn về một chủ đề cụ thể nào đó. |                                                              | Không                  |
| Windows Live Alerts                           |                        | http://alerts.live.com                                                                          | Gửi thông tin cập nhật đến hộp thư email, điện thoại di động hay Messenger | MSN Alerts                                                   | Có                     |
| Windows Live Barcode                          |                        | https://barcode.ideas.live.com%5B%5D tạm thời không hoạt động                                   | Mã vạch 2 chiều được dùng để lưu trữ thông tin hoặc đường dẫn đến web di động |                                                              | Có                     |
| Windows Live Betas                            |                        | http://download.live.com/                                                                       | Website liệt kê những dịch vụ của Windows Live |                                                              | Không                  |
| Windows Live Calendar                         |                        | http://calendar.live.com                                                                        | Thành phần của Windows Live Hotmail | Lịch của MSN Hotmail                                         | Không                  |
| Windows Live Call                             |                        |                                                                                                 | Thành phần của Windows Live Messenger |                                                              | Không                  |
| Windows Live Clipboard Có kế hoạch            |                        |                                                                                                 | Cho phép copy và dán trực tuyến |                                                              | Không có thông tin     |
| Windows Live Contacts                         |                        | http://contacts.live.com                                                                        | Thành phần của Windows Live Hotmail, Messenger, Mail và Spaces. Dịch vụ sổ địa chỉ cho phép người dùng giữ các liên lạc và đồng bộ thông tin với Live Profile của họ. Dành cho đối tượng Javascript của trình duyệt phía client cho phép khách viếng thăm sử dụng liên hệ Windows Live trong trình duyệt |                                                              | Không                  |
| Windows Live Custom Domains                   |                        | http://domains.live.com Lưu trữ ngày 8 tháng 11 năm 2013 tại Portuguese Web Archive             | Cung cấp dịch vụ lưu trữ email cho chủ web site |                                                              | Không                  |
| Windows Live Dashboard                        |                        |                                                                                                 | Thành phần của of Windows Live Essentials |                                                              | Có                     |
| Windows Live Dev                              |                        | http://dev.live.com                                                                             | Trung tâm phát triển và nhà cung cấp các gói phát triển phần mềm cho các nhà phát triển Windows Live |                                                              | Không                  |
| Windows Live Drive Có kế hoạch                | Live Drive hay Storage | http://skydrive.live.com Lưu trữ ngày 3 tháng 9 năm 2019 tại Wayback Machine                    | Dịch vụ lưu trữ dữ liệu với máy chủ ở xa tiếp cận thông qua ổ cứng ảo |                                                              | Không có thông tin     |
| Windows Live Favorites                        | Roaming Favorites      | http://favorites.live.com Lưu trữ ngày 23 tháng 7 năm 2015 tại Wayback Machine                  | Đồng bộ các trang web ưa thích giữa máy tính với nhau và cho phép bạn chia sẻ chúng (Cần có live ID) |                                                              | Không                  |
| Windows Live Folders                          | SkyDrive               | http://folders.live.com Lưu trữ ngày 7 tháng 3 năm 2012 tại Wayback Machine                     | Lưu trữ tập tin trực tuyến có mật khẩu bảo vệ |                                                              | Có                     |
| Windows Live Gallery                          | Customise              | http://gallery.live.com                                                                         | Trung tâm của những bộ sưu tập công cụ bổ sung của nhà phát triển cho sản phẩm Windows Live |                                                              | Không                  |
| Windows Live Help Community                   |                        | http://helpcommunity.live.com Lưu trữ ngày 27 tháng 8 năm 2008 tại Wayback Machine              | Bộ sưu tập các diễn đàn và bảng thông tin để liên lạc với các người dùng sản phẩm khác của Windows Live |                                                              | Không                  |
| Windows Live Hotmail                          | Kahuna                 | http://mail.live.com Đã ngừng hoạt động (thay thế cho Outlook)                                  | Dịch vụ webmail miễn phí sử dụng công nghệ AJAX với tính năng email, contacts và dịch vụ calendar | MSN Hotmail                                                  | Không                  |
| Microsoft Account                             |                        | account.microsoft.com                                                                           | Làm việc trơn tru với các dịch vụ của Windows Live và cho phép đăng nhập đồng thời với những tài khoản khác nhau | Microsoft Passport Windows Live ID                           | Không                  |
| Windows Live Mail                             |                        | Thông tin beta                                                                                  | Ứng dụng mail cho máy tính để bàn được thiết kế để thay thế cho Outlook Express trên Windows XP và Windows Mail trên Windows Vista, hỗ trợ đầy đủ RSS. |                                                              | Không                  |
| Windows Live Marketplace Đặt tên lại          |                        |                                                                                                 | Đặt tên lại từ Windows Marketplace Lưu trữ ngày 4 tháng 10 năm 2006 tại Wayback Machine |                                                              | Không có thông tin     |
| Windows Live Max Có kế hoạch                  | Project M              |                                                                                                 | Tên gốc là Microsoft Max |                                                              | Không có thông tin     |
| Windows Live Messenger                        |                        | http://messenger.live.com Đã ngừng hoạt động (Thay thế cho Skype)                               | Tin nhắn nhanh, chia sẻ tập tin cá nhân và ứng dụng gọi Voice over IP | MSN Messenger                                                | Không (bản 8.5 ở beta) |
| Windows Live OneCare                          | A1                     | http://onecare.live.com Lưu trữ ngày 23 tháng 5 năm 2011 tại Wayback Machine Đã ngừng hoạt động | Dịch vụ Bảo mật Máy tính. Có chương trình diệt virus, sao lưu, và một phần mềm tường lửa |                                                              | Không                  |
| Windows Live OneCare Family Safety            |                        | http://fss.live.com                                                                             | Quản lý nội dung cho trẻ nhỏ tương tự như Family Safety của Windows Vista |                                                              | Có                     |
| Windows Live OneCare Safety Scanner           | Vegas                  | http://safety.live.com Lưu trữ ngày 1 tháng 5 năm 2011 tại Wayback Machine Ngừng hoạt động      | Dịch vụ quét PC miễn phí để giúp diệt virus và các nguy cơ khác |                                                              | Không                  |
| Windows Live Photo Gallery                    |                        |                                                                                                 | Tương tự như Windows Photo Gallery thêm những tính năng nâng cao để đưa hình lên Windows Live Spaces và Soapbox dễ dàng hơn |                                                              | Có                     |
| Windows Live Shopping Đặt tên lại             |                        | http://shopping.live.com Lưu trữ ngày 23 tháng 2 năm 2008 tại Portuguese Web Archive            | Đặt tên lại từ MSN Shopping Lưu trữ ngày 1 tháng 6 năm 2009 tại Wayback Machine |                                                              | Không có thông tin     |
| Windows Live Silverlight Streaming            |                        | http://silverlight.live.com                                                                     | Cho phép nhà thiết kế và lập trình gửi và dùng những phương tiện truyền thông như một phần của ứng dụng Silverlight của họ |                                                              | Có                     |
| Windows Live Spaces                           | Spaces 10.5            | http://spaces.live.com Lưu trữ ngày 19 tháng 8 năm 2008 tại Wayback Machine                     | Trang mạng xã hội phiên bản dựa trên AJAX | MSN Spaces                                                   | Không                  |
| Windows Live Toolbar                          |                        | http://toolbar.live.com Lưu trữ ngày 4 tháng 3 năm 2012 tại Wayback Machine                     | Thanh công cụ tự thêm nó vào Windows Internet Explorer, cho phép tiếp cận Windows Live Spaces, Windows Live Hotmail, Windows Live Favorites và Windows Live Search ở bất cứ nơi đâu | MSN Search Toolbar                                           | Không                  |
| Windows Live TV                               | Nemo hoặc Orbit        | Beta Information Lưu trữ ngày 18 tháng 2 năm 2008 tại Portuguese Web Archive Ngừng hoạt động    | Chương trình phụ thêm cho Windows Media Center cung cấp tiếp cận Windows Live Spaces, Messenger, và Call trên màn hình lớn hoặc TV |                                                              | Có                     |
| Windows Live WiFi Center                      |                        | http://wifi.live.com Lưu trữ ngày 18 tháng 2 năm 2008 tại Portuguese Web Archive                | |                                                              | Không có thông tin     |
| Windows Live WiFi Hotspot Locator Đặt tên lại |                        | http://hotspot.live.com                                                                         | Đặt tên lại từ MSN WiFi Hotspots |                                                              | Không có thông tin     |
| Windows Live Writer                           |                        | http://writer.live.com                                                                          | Công cụ viết blog từ máy tính để bàn |                                                              | Không                  |

### Live Search
Vào ngày 21 tháng 3 năm 2007, Microsoft đã quyết định tách rời sự phát triển Live Search ra khỏi gia đình Windows Live, tạo thành một phần của Live Search and Ad Platform. Live Search (trước đây là Windows Live Search và MSN Search) sẽ hợp nhất với Microsoft adCenter trong một nhóm mới lãnh đạo bởi Satya Nadella, một phần của chi nhánh Platform and Systems của Microsoft.
Ngoài các trang web tìm kiếm, những dịch vụ khác của Live Search bao gồm:
- Live Search Academic
- Live Search Books
- Live Search Feeds
- Live Search Images
- Live Search Local
- Live Search Macros
- Live Search Maps
- Live Search News
- Live Product Search
- Live QnA
- Live Search Video

Thêm vào đó Live Product Upload và Live Search Books Publisher Program cung cấp những dịch vụ tải lên nội dung đến người bán và người phát hành để thêm nội dung vào Live Search.

### Dịch vụ Windows Live Mobile
| Dịch vụ di động               | Tên mã | Website                                                                                   | Mô tả                                                                  | Đang beta |
| ----------------------------- | ------ | ----------------------------------------------------------------------------------------- | ---------------------------------------------------------------------- | --------- |
| Live.com Mobile               |        | http://mobile.live.com/portal Lưu trữ ngày 7 tháng 2 năm 2007 tại Wayback Machine         | Trang chủ Live.com đã được điều chỉnh thích hợp với điện thoại di động | Có        |
| Windows Live Hotmail Mobile   |        | http://mobile.live.com/hm Lưu trữ ngày 3 tháng 1 năm 2013 tại archive.today               |                                                                        | Có        |
| Windows Live Messenger Mobile | G2     | http://mobile.live.com/wlm Lưu trữ ngày 10 tháng 12 năm 2006 tại Wayback Machine          |                                                                        | Có        |
| Windows Live Search Mobile    |        | http://mobile.search.live.com Lưu trữ ngày 24 tháng 2 năm 2008 tại Portuguese Web Archive | Bộ máy tìm kiếm cho điện thoại di động có kích hoạt web                | Không     |
| Windows Live Spaces Mobile    |        | http://mobile.spaces.live.com Lưu trữ ngày 25 tháng 2 năm 2011 tại Wayback Machine        |                                                                        | Không     |

### API cho các nhà phát triển
| API               | Mô tả | Đang beta  |
| ----------------- | --- | ---------- |
| Windows Live Data | Cho phép nhà phát triển tiếp cận dịch vụ và dữ liệu Windows Live của người dùng với các cách xác nhận khác nhau | Có (alpha) |
| Windows Live SDK  | Một gói các API để tiếp cận lập trình các dịch vụ Windows Live khác nhau từ các web site và ứng dụng khác       | Có         |

## Microsoft Live Labs
Microsoft Live Labs là một nhóm giữa MSN và Microsoft Research có nhiệm vụ tập trung vào nghiên cứu ứng dụng dành cho sản phẩm và dịch vụ Internet ở Microsoft.
Live Labs dẫn đầu bởi Ts. Gary William Flake, người trước khi gia nhập Microsoft là nhà khoa học trưởng ở Yahoo! Research Lab và là cựu trưởng nhóm nghiên cứu ở cổng điện tử Web phân nhánh Overture Services.
Tiêu điểm của Live Labs là nghiên cứu ứng dụng và phần mềm thực tiễn trong lĩnh vực khoa học máy tính bao gồm xử lý ngôn ngữ tự nhiên, học máy, truy xuất thông tin, khai thác dữ liệu, ngôn ngữ máy tính, tính toán phân bố, v.v...
| Dịch vụ                                    | Tên mã     | Website                                                                             | Mô tả | Đang beta  |
| ------------------------------------------ | ---------- | ----------------------------------------------------------------------------------- | --- | ---------- |
| Microsoft Live Labs Codename "Astoria"     | Astoria    | http://astoria.mslivelabs.com Lưu trữ ngày 28 tháng 4 năm 2007 tại Wayback Machine  | Platform trình bày dữ liệu, đại diện là đối tượng Mô hình dữ liệu thực thể (Entity Data Model - EDM), thông qua dịch vụ web dùng HTTP                              | Có         |
| Microsoft Live Labs Deepfish               | Deepfish   | http://labs.live.com/deepfish Lưu trữ ngày 14 tháng 6 năm 2007 tại Wayback Machine  | Cho phép người dùng trình bày và phóng to thu nhỏ nội dung web trên thiết bị Windows Mobile giống như định dạng máy tính mà không cần chủ website phải làm gì thêm | Có         |
| Microsoft Live Labs Photosynth             | Photosynth | http://labs.live.com/photosynth Lưu trữ ngày 5 tháng 2 năm 2007 tại Wayback Machine | Trình bày một tập hợp lớn các hình ảnh trong không gian ba chiều được xây dựng lại                                                                                 | Có         |
| Microsoft Live Labs Relay Service          |            | http://relay.labs.live.com Lưu trữ ngày 12 tháng 12 năm 2006 tại Wayback Machine    | Cho phép người dùng trình bày dịch vụ dựa trên Windows Communication Foundation đến Internet từ sau một tường lửa hoặc NAT                                         | Có         |
| Microsoft Live Labs Security Token Service |            | http://sts.labs.live.com%5B%5D                                                      | Dịch vụ quản lý thông tin cá nhân trực tuyến cho phép bạn các hàm xác nhận offload                                                                                 | Có         |
| Windows Live PhotoZoom                     | PhotoZoom  |                                                                                     | Thêm ảnh thông qua công cụ tải lên hoặc RSS feed và sử dụng Microsoft Live Labs Seadragon và công nghệ Silverlight để dùng chức năng phóng ảnh                     | Có (alpha) |

## Theme

### Blue Vapor
Đa số các ứng dụng và dịch vụ Windows Live sử dụng theme (phối màu) được biết đến như Blue Vapor (Hơi nước xanh) hay Flair.

### Windows Live 2.0
Với sự phát hành ảnh beta mới nhất của Windows Live Messenger 8.5, Mail, Writer và Photo Gallery, được biết đến với tên Windows Live Wave 2.0 Suite ("Wave" dùng để chỉ một nhóm hoặc một đợt sản phẩm phát hành), một theme mới cũng được phát hành để cho phép hiệu ứng trong suốt Aero trong Windows Vista. Nó cũng được thông báo là có thanh tiêu đề chuẩn được biết đến như Flair dành cho Windows Live sẽ được đổi thành một cái khác mới hơn. Sau đây là ví dụ:

Windows Live Messenger 8.5
Windows Live Gallery
Windows Live Account

## Windows Live Butterfly
Để công nhận sự đóng góp của các thử nghiệm viên beta, Microsoft đã khởi động một chương trình phần thưởng Windows Live Butterfly(trước đây là MSN Butterfly).
Những 'con bướm' tương lai được chọn bởi những đội ngũ sản phẩm Windows Live (nội bộ Microsoft) và được đề cử cho một nhiệm kỳ tối thiểu một năm, sau đó họ phải được chọn lại bởi những đội ngũ sản phẩm nội bộ nếu không thành viên trong nhóm sẽ bị loại. Những 'con bướm' được cung cấp những phần mềm mới của Microsoft để kiểm thử trước khi bản beta được phát hành rộng rãi và được liên hệ trực tiếp với các trưởng chương trình của phần mềm Windows Live.
Những Butterflies được chọn đã được tổ chức lại cho năm 2007.

### Windows Live
- leuxua.com tiếng việt Lưu trữ ngày 30 tháng 12 năm 2011 tại Wayback Machine
- Live.com Homepage
- Windows Live Betas Lưu trữ ngày 11 tháng 5 năm 2008 tại Wayback Machine
- LiveSide: Windows Live News
- Windows Live Blog on Windows Live Spaces Lưu trữ ngày 7 tháng 10 năm 2006 tại Wayback Machine

### Microsoft Live Labs
- Microsoft Live Labs Lưu trữ ngày 9 tháng 6 năm 2007 tại Wayback Machine

### Media
- BBC article
- CNET reviews[liên kết hỏng]